# 梅尼菲角龍屬
梅尼菲角龍（屬名：Menefeeceratops，意為「梅尼菲組的有角臉」）是角龍科尖角龍亞科的一屬恐龍，生存於晚白堊世坎潘階早期的拉臘米迪亞南部，約8350萬至8000萬年前，是目前所知年代最古老的尖角龍亞科之一，與太古角龍、克里滕登角龍有接近親緣關係。模式種兼唯一種是西氏梅尼菲角龍（Menefeeceratops sealeyi）。

## 發現及命名

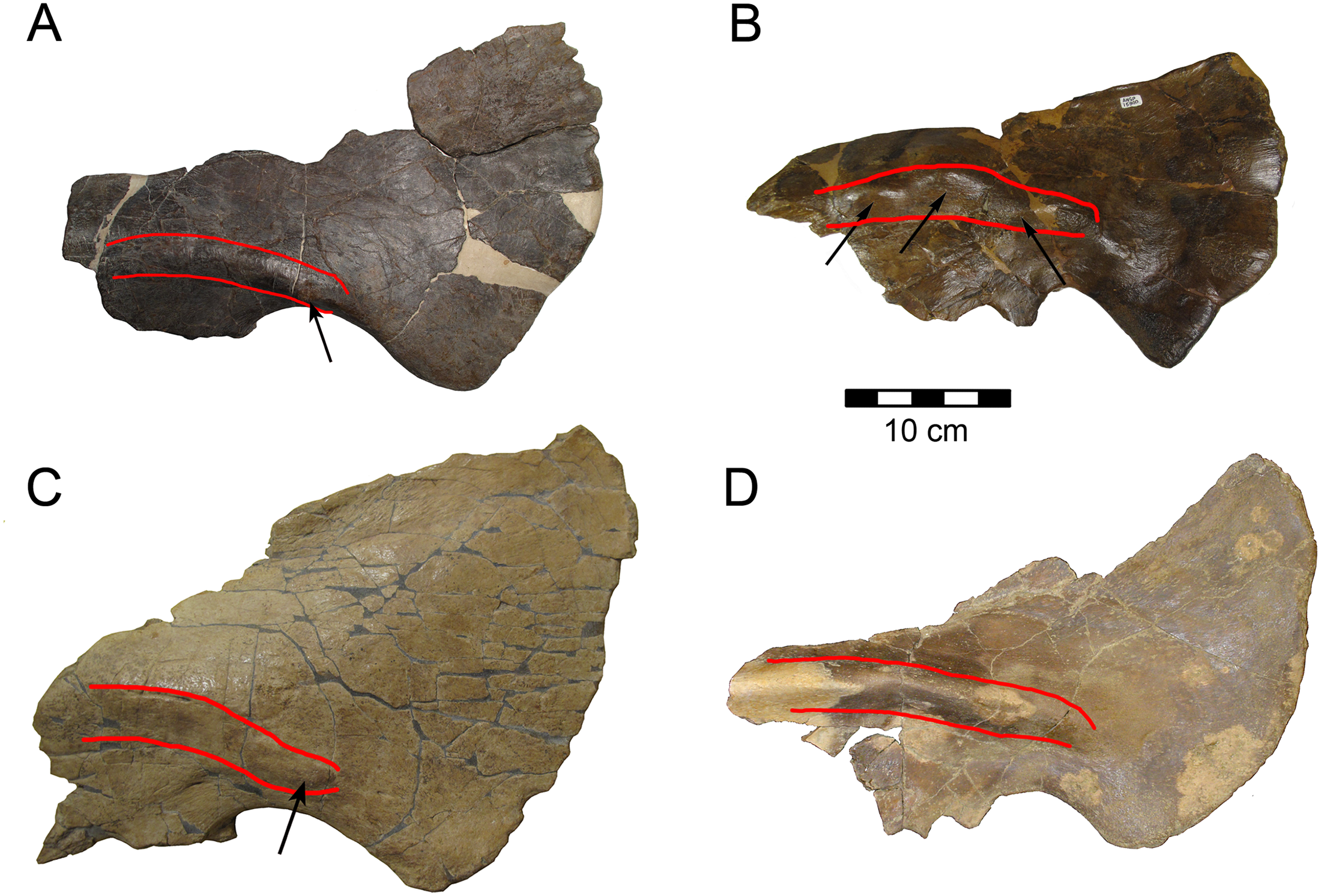
鱗骨(C) 與其他尖角龍類基底骨的比較

NMMNH P-25052標本發現於美國新墨西哥州的梅尼菲組愛莉森段（Allison Member），為該地層採集到最完整的恐龍化石之一，是一具關節脫落的骨骼，包含部分頭骨（頭蓋骨、顴骨、鱗狀骨、前齒骨、齒骨）和顱後骨骼（頸椎、背椎、肋骨、薦骨、腸骨、股骨），許多部位在掩埋前即遭損壞，並承受了高度擠壓塑性變形，可能由周圍的泥岩和粉砂岩所造成。1997年的論文對標本進行了首次的詳細描述，但當時沒有命名，只記載為一種尖角龍亞科。
直到2021年，才由古生物學家賽巴斯汀·達曼（Sebastian Dalman）、彼得·多德森和同事們命名為新屬新種西氏梅尼菲角龍（Menefeeceratops sealeyi）。經過20多年後加入了一些新復原標本，因此在新論文中針對標本形態學進行了重新描述，其中記載的標本包含：部分左前上頜骨、幾乎完整的左眶後骨角根、一個頂骨碎片、左右鱗狀骨、左顴骨、前齒骨、左齒骨、兩個頸椎、八個胸椎、含六塊薦椎的部分薦骨、11個胸肋、左橈骨遠端、左尺骨近端和遠端、左股骨、第二左蹠骨。

## 敘述
根據與近緣物種的比較，梅尼菲角龍估計身長可達4公尺。
2021年的論文建立了數項鑑定特徵包含：頂骨後緣缺乏緣骨突（epiossification），是與彎劍角龍的共同特徵；鱗狀骨有三個緣骨突；外鱗狀骨輪廓三個較小的次級突起；鱗狀骨後緣還有兩個大致位置對等的凹陷，明顯大於其外背側的凹陷；鱗狀骨外側表面有三道稜嵴；鱗狀骨後部加長；鱗狀骨內側表面有個淺但明顯的凹槽，幾乎平行於腹外側和腹後緣；眉角加長，向前垂直彎曲；齒骨側面有兩道稜嵴朝前散開，構成一個明顯的三角形窩。

## 分類
1997年的論文將標本初步認定為尖角龍亞科。2021年的系統發生學分析將梅尼菲角龍定位於尖角龍亞科的基礎位置，與克里滕登角龍最為近緣。
牠的發現為白堊紀晚期拉臘米迪亞尖角龍亞科物種與形態的多樣性、以及古生物地理學和年代分佈提供了新的資訊。梅尼菲角龍是目前所知年代最古老的尖角龍亞科之一，暗示著該演化支起緣於拉臘米迪亞南部，並於隨後的坎潘階中晚期逐漸向北方輻射擴散。

## 延伸閱讀
- 角龍類研究歷史（英语：Timeline of ceratopsian research）
- 2021年主龍類古生物學研究（英语：2021 in archosaur paleontology）